# Västmanlands runinskrifter 31
Västmanlands runinskrifter 31 är en runristning i ett jordfast stenblock vid Öster Bännbäck i Möklinta socken, Sala kommun. Blocket, som är av granit och 1,35 meter högt, är beläget intill en allmän väg och har den ristade sidan vänd mot denna. Enligt Västmanlands runinskrifter är det den enda västmanländska äkta runinskriften som är ristad i ett jordfast block och av inskriften framgår att det är en brosten, som ingår i fåtal västmanlandska brostenar eller bromonument, i vilken klass ingår bara Vs 28, Vs 31, samt Vs 13 och Vs 17, fast de sista omtalar »bron» bara indirekt. Stenen är uppmålad år 1986.

## Inskriften
Translitterering av runraden:
· (h)ulker · let · kera · bru · eftr (f)rota · sen · (a)ukut · ok · u(i)nut · sun · sen ·
Normalisering till runsvenska:
Holmgæiʀʀ(?)/Holmgærðr(?) let gæra bro æftiʀ frænda sinn Auðgaut(?) ok Viniut(?), sun sinn.
Översättning till nusvenska:
Holger (?) lät göra bron efter sin frände Odgöt (?) och (efter) Viniut, sin son.
Enligt Västmanlands runinskrifter är inskriften svårläst och vissa frågetecken finns kring översättningen för delar av inskriften. T. ex. uinut kan vara ett  mansnamn på -niutr, som Arnniutr, Guðniutr, Signiutr, osv.  